# Rodgersja
Rodgersja (Rodgersia) – rodzaj roślin należący do rodziny skalnicowatych. Należy do niego 5–6 gatunków. Występują one nad strumieniami i w wilgotnych lasach w rejonie Himalajów – w Nepalu i Chinach. Są często uprawiane w miejscach wilgotnych w ogrodach i parkach. Nazwa naukowa rodzaju upamiętnia amerykańskiego admirała Johna Rodgersa (1812–1882).

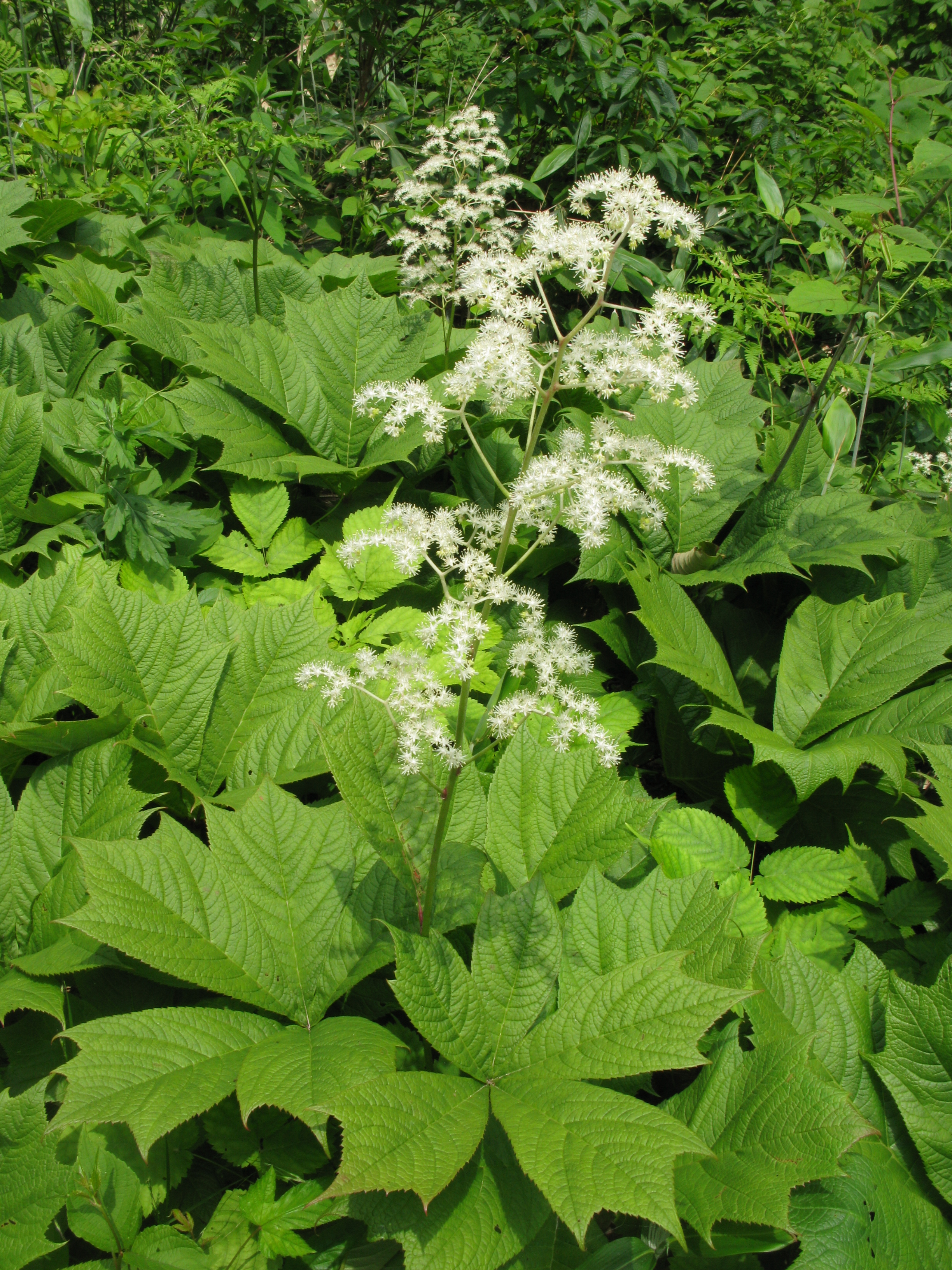
Rodgersja stopowcolistna

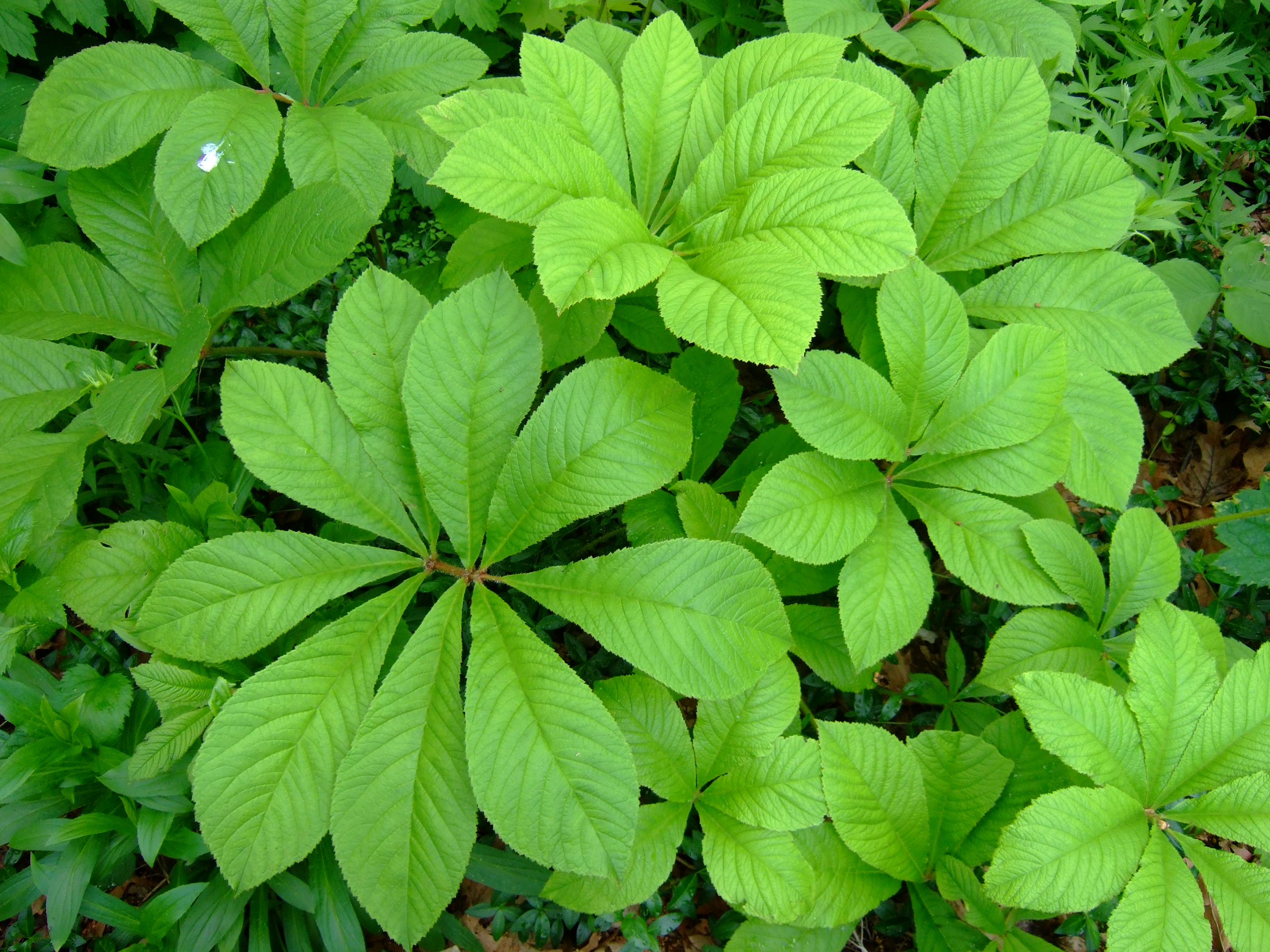
Liście rodgersji bzolistnej

## Morfologia
PokrójByliny osiągające do 1 m wysokości. Tworzące rozległe płaty gęstych, okazałych i tęgich liści, nad którymi wznoszą się rozgałęzione kwiatostany pełne drobnych kwiatów. Rozrastają się za pomocą podziemnego, łuskowatego kłącza.
LiścieGłównie odziomkowe, długoogonkowe, zamierające zimą. Liście są złożone zazwyczaj dłoniasto, rzadziej pierzasto. Listków jest od 3 do 10, są one niemal siedzące, wąskie, odwrotnie jajowate, na brzegu podwójnie piłkowane, na wierzchołku krótko zaostrzone. Blaszka jest wyraźnie, silnie żyłkowana.
KwiatyLiczne, drobne, zebrane w wiechę tworzoną przez wierzchotki. Działek kielicha jest zwykle 5 (rzadko 4, 6, 7). Połączone są u nasady, poza tym rozpostarte, zielone, białawe, różowe lub czerwone. Płatków korony zwykle brak, rzadko występuje 1 lub 2. Pręcików jest 10. Zalążnia jest zwykle górna, rzadko nieco zagłębiona, dwu- lub trójkomorowa, zawiera liczne zalążki. Szyjek słupka jest odpowiednio do owocolistków – 2 lub 3.
OwoceTorebka wielonasienna, otwierająca się dwoma lub trzema klapami. Nasiona są drobne.

## Systematyka
Najbliżej spokrewnionym rodzajem jest Astilboides zawierający tylko jeden gatunek – astilboides tarczowaty A. tabularis (Hemsl.) Engl., który zresztą pod nazwą Rodgersia tabularis (Hemsl.) Kom. włączany bywał do rodzaju Rodgersia.
Pozycja systematyczna według Angiosperm Phylogeny Website (aktualizowany system APG IV z 2016)
Rodzaj Rodgersia należy do rodziny skalnicowatych (Saxifragaceae), która jest rodziną siostrzaną dla agrestowatych (Grossulariaceae) i wraz z nią należy do rzędu skalnicowców (Saxifragales) w obrębie okrytonasiennych.
Pozycja rodzaju według systemu Reveala (1994-1999)
Gromada okrytonasienne (Magnoliophyta Cronquist), podgromada Magnoliophytina Frohne & U. Jensen ex Reveal, klasa Rosopsida Batsch, podklasa różowe (Rosidae Takht.), nadrząd Saxifraganae Reveal, rząd skalnicowce (Saxifragales Dumort.), podrząd Saxifragineae Engl., rodzina skalnicowate (Saxifragaceae Juss.), rodzaj rodgersja (Rodgersia A. Gray).
Wykaz gatunków
- Rodgersia aesculifolia Batalin – rodgersja kasztanowcolistna (tu należy odmiana var. henricii (Franchet in Prince Henri d’Orleans) C.Y. Wu ex J.T. Pan opisywana jako odrębny gatunek pod synonimiczną nazwą rodgersji Henriciego Rodgersia henricii (Franchet in Prince Henri d’Orleans) Franch.)
- Rodgersia nepalensis Cope ex Cullen
- Rodgersia pinnata Franch. – rodgersja pierzasta
- Rodgersia podophylla A. Gray – rodgersja stopowcolistna[9], rodgersja japońska[10]
- Rodgersia purdomii hort. – rodgersia Purdoma
- Rodgersia sambucifolia Hemsl. – rodgersja bzolistna

## Zastosowanie i uprawa
Rośliny cenione i uważane za atrakcyjne zarówno do dużych, jak i małych ogrodów. Wyhodowano szereg odmian uprawnych. Rośliny te mogą być sadzone indywidualnie i w dużej ilości pełniąc funkcję roślin okrywowych. Gatunki z tego rodzaju najlepiej rosną na stanowiskach półcienistych i cienistych, umiarkowanie wilgotnych lub wilgotnych, żyznych, przepuszczalnych i próchnicznych gleb. Jeśli rosną w słońcu to wymagają wówczas cały czas wilgotnej gleby. Można je rozmnażać dzieląc kłącze lub przez wysiew nasion.